# Plantation Open 2012
Il Plantation Open 2012 (USA F1 Futures 2012) è stato un torneo di tennis facente della categoria ITF Women's Circuit nell'ambito dell'ITF Women's Circuit 2012 e dell'ITF Men's Circuit nell'ambito dell'ITF Men's Circuit 2012. Sia il torneo maschile che quello femminile si sono giocati a Plantation negli USA: quello maschile dal 9 e l'16 gennaio, quello femminile da 17 al 22 gennaio su campi in terra verde.

## Campioni

### Singolare maschile
Jack Sock ha battuto in finale  Jason Kubler con il punteggio di 6–1, 7–6(5)

### Doppio maschile
Drew Courtney /  Jarmere Jenkins hanno battuto in finale  Nicholas Monroe /  Jack Sock con il punteggio di 7–6(3), 7–5

### Singolare femminile
Lauren Davis ha battuto in finale  Gail Brodsky con il punteggio di 6–4, 6–1

### Doppio femminile
Catalina Castaño /  Laura Thorpe hanno battuto in finale  Jessica Pegula /  Ahsha Rolle con il punteggio di 6–4, 6–2